# Ложечница лекарственная
Ложечница лекарственная (лат. Cochlearia officinalis) — вид растений рода Ложечница семейства капустные. Латинское видовое название officinalis переводится как «лекарственный».

## Описание
Ложечница лекарственная представляет собой многолетнее травянистое растение, вырастающее до 10 — 50 см в высоту. Стебли голые, на длинных черешках находятся мясистые листья. Листья имеют форму сердца или почки, нижние стебли листьев образуют розетку вокруг основания растения. Период цветения с мая по август. Цветки маленькие, белого или сиреневого цвета, похожи на ромашку. Семена созревают с июля по сентябрь, круглые, красновато-коричневого цвета. Цветки двуполые, их опыляют пчёлы, мухи и жуки.

## Распространение
Ложечница лекарственная встречается в Восточной Европе: в России (в Архангельской, Мурманской областях, республике Коми, и Ненецком автономном округе). Распространена в Центральной Европе: в Бельгии, Германии, Нидерландах и Швейцарии. В Северной Европе: в Исландии, Дании, Финляндии, Ирландии, Норвегии, Швеции, Великобритании и на Фарерских островах. В Юго-Западной Европе произрастает во Франции.
Населяет солончаки, болота, каменистые, песчаные районы, затопленные соленой прибрежной водой.

## Галерея

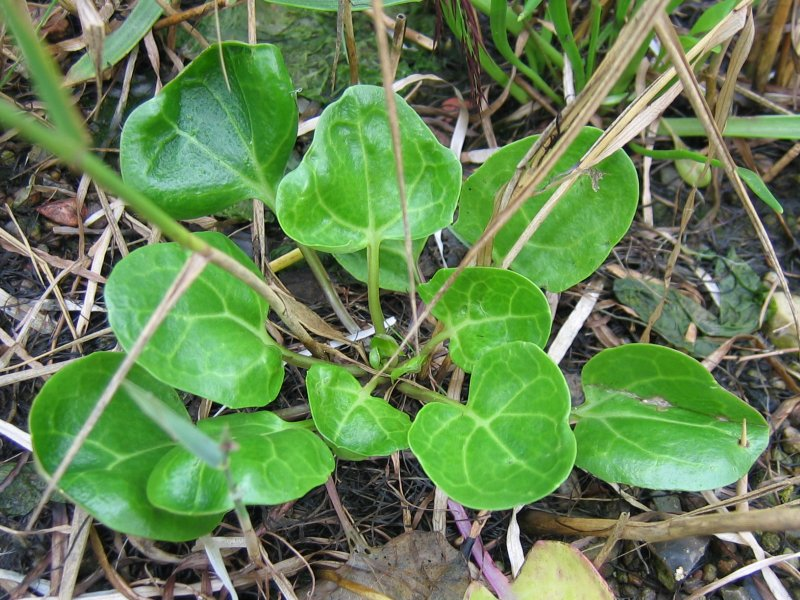
Листья
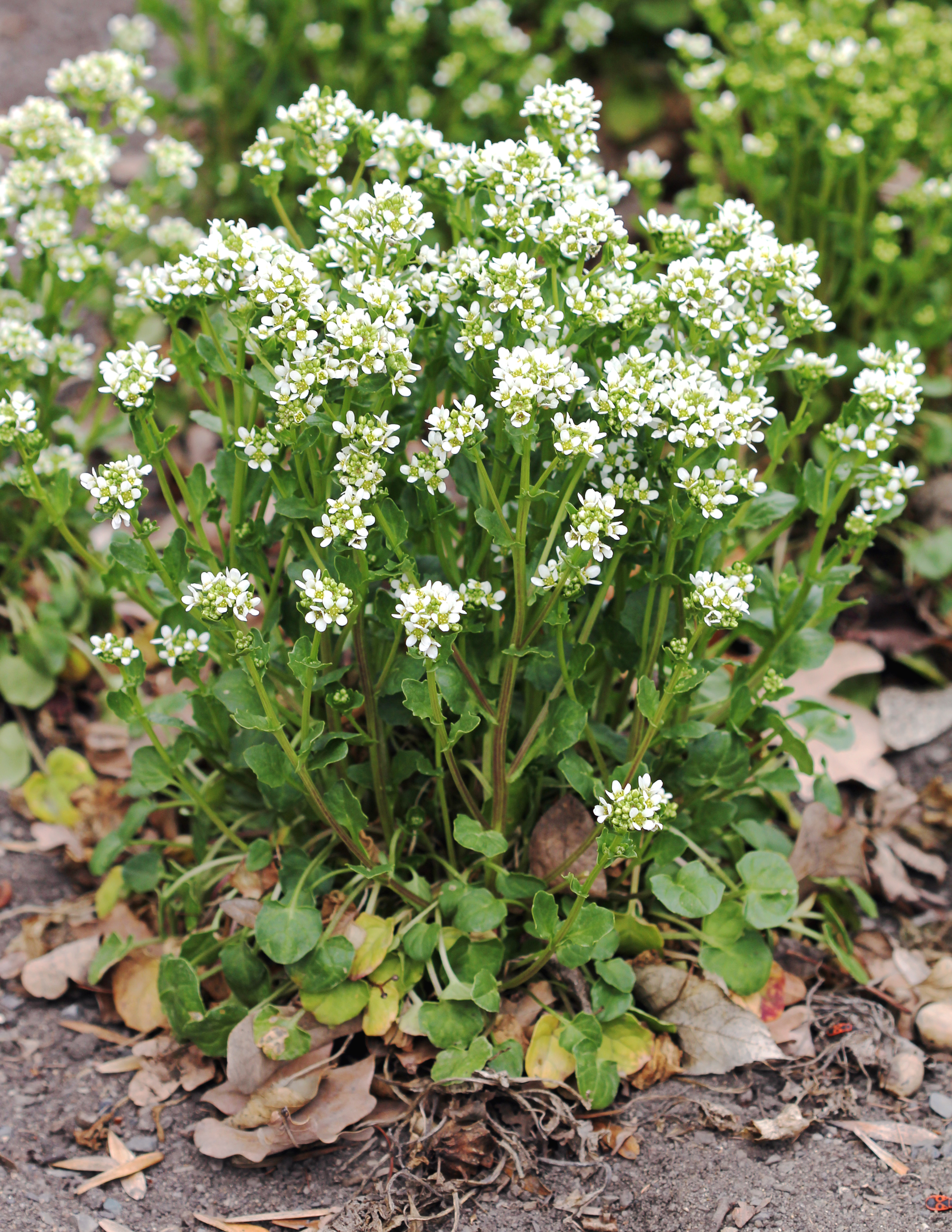
Ложечница лекарственная в Праге
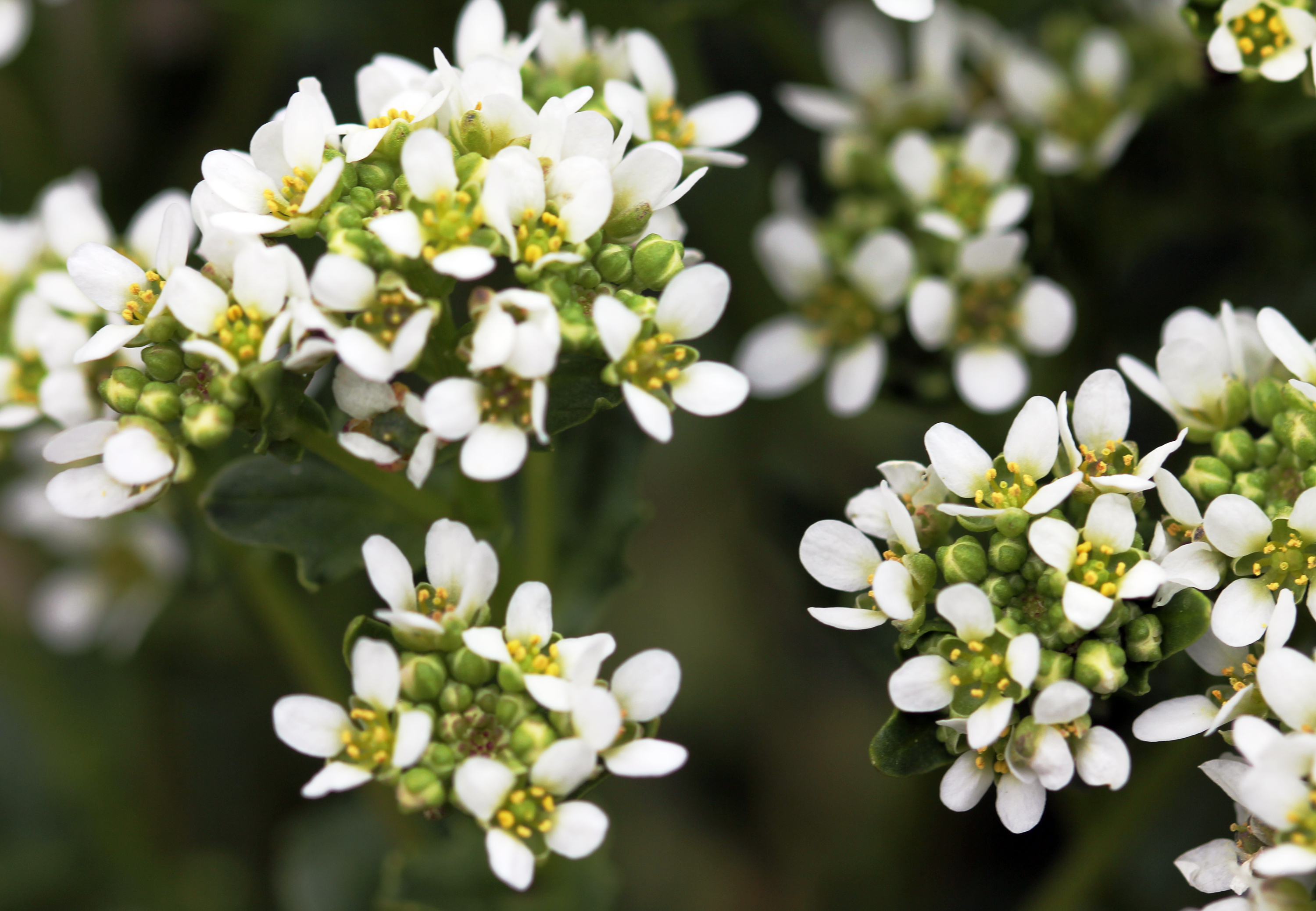
Цветки